# Dream House
Dream House è un film del 2011 diretto da Jim Sheridan.

## Trama
Dopo la festa d'addio tenuta in ufficio, finalmente Will Atenton e sua moglie Libby si trasferiscono assieme alle figlie in quella che sembra essere la casa dei loro sogni, a Morgan Creek, nella città di New Ashford (Massachusetts). Ma il loro sogno va in frantumi quando la coppia inizia a sentire strani rumori in casa. Dopo aver trovato un gruppo di ragazzi che compivano riti macabri in cantina, Will scopre che la villa è associata ad una tragica storia. Indagando scopre che in quella casa, cinque anni prima, Peter Ward uccise la moglie e le due figlie e nonostante si fosse proclamato innocente fu rinchiuso in un manicomio. Letto sul giornale che quest'uomo è in libertà, si reca anch'egli al manicomio per sapere la verità. Da alcuni giorni infatti le bambine sostenevano di vedere in giardino una figura nera e Will teme che quell'uomo possa voler tornare a casa e fare del male alla sua famiglia. Arrivato al manicomio, il direttore gli mostra dei video del suo paziente e finalmente Will scopre la verità.
Lui è Peter Ward, il padre assassino. Rifiutando la verità, Peter si era creato una nuova identità non potendo sopportare l'idea di aver ucciso la sua famiglia. Infatti il nome che usa adesso, "Will Atenton", è semplicemente una sua interpretazione della sigla alfanumerica del braccialetto (W1-1L / Will, 8-10-10 / Eight-Ten-Ten) che portava al polso durante la degenza all'ospedale psichiatrico. Andando in giro nell'ospedale riconosce nei pazienti i suoi "colleghi" dell'ufficio dove lavorava (o dove credeva di lavorare). Confuso e scioccato dalle numerose scoperte, Peter/Will non riesce a ricordare niente della notte della strage anche a causa di una ferita di arma da fuoco che gli fu procurata dalla moglie. Decide pertanto di vivere in quella casa, volendo ardentemente sapere la verità anche a costo di scoprire di essere lui stesso il colpevole. A casa si fa aiutare dalla moglie che sta rivivendo i suoi ultimi giorni di vita e che non riesce ad accettare l'idea di essere morta. La città intanto si scaglia contro Will ritenendolo un assassino. L'unica che gli offre conforto è la sua vicina di casa, Ann, la migliore amica di Libby, che crede fermamente alla sua innocenza.
Un giorno quest'ultima si reca a casa sua e finalmente Will ricorda: non fu lui a uccidere la sua famiglia ma un assassino con il quale ebbe un corpo a corpo. Pur avendo la meglio, Libby, ormai morente, prese la pistola e nel tentativo di sparare al suo assassino colpì Will permettendo all'uomo di scappare. Anche Libby ricorda finalmente tutto, ma nello stesso momento Will e Ann vengono attaccati da Jack, l'ex marito di quest'ultima, e dall'uomo che uccise la sua famiglia. Cinque anni prima Jack aveva infatti pagato un uomo affinché uccidesse la moglie in modo da poter intascare l'assicurazione attraverso la custodia della figlia. Ma l'uomo era entrato nella casa sbagliata e trovandosi di fronte Will aveva sparato all'impazzata facendo una carneficina. Con il ritorno di Will, Jack aveva rivisto la possibilità di portare a termine quel piano, uccidendo la moglie e facendo ricadere la colpa su Will. Portati tutti in cantina Jack, uccide il suo complice e dà fuoco alla casa. Ma Libby riesce a svegliare Will in tempo e quest'ultimo salva Ann portandola fuori dalla casa in fiamme mentre Jack rimane intrappolato e muore bruciato vivo.
Non volendo abbandonare la visione che ha di Libby, Will torna in casa dove rivede per l'ultima volta la moglie e le figlie e per recuperare l'album delle loro foto nascosto nelle scale. Libby lo esorta ad andarsene e dopo avergli dato un bacio e detto addio, alla fine scompare con le bambine permettendo a Will di continuare a vivere. Il film si conclude con Peter che un anno dopo osserva una vetrina dove è esposto il suo libro: "Dream House".

## Produzione
La lavorazione del film è stata effettuata in vari luoghi in Ontario, in Canada, da febbraio a marzo 2010, con alcune scene programmate per il dicembre dello stesso anno.

## Distribuzione
Il film è stato distribuito nelle sale cinematografiche statunitensi il 30 settembre 2011, a cura della Universal Pictures. Il trailer italiano del film è stato diffuso il 28 dicembre 2011. Il film è uscito in Italia l'8 giugno 2012.

## Controversie
Dopo l'uscita nelle sale statunitensi, dove il film si è rivelato un flop e ha ottenuto critiche poco lusinghiere, è stata diffusa la notizia che il regista del film, Jim Sheridan, ha deciso di disconoscere la pellicola, inoltrando una richiesta presso la Directors Guild of America per far rimuovere il suo nome. I motivi che hanno portato Sheridan a questa decisione riguardano alcuni disaccordi con la casa di produzione Morgan Creek Productions e al taglio finale del film, che si discosta notevolmente dalla sua idea iniziale; i disaccordi con Morgan Creek Productions sono aumentati quando Sheridan decise di improvvisare, eliminando i dialoghi dello sceneggiatore David Loucka. Per questi motivi la casa di produzione prese in mano il progetto, decidendo il montaggio finale senza consultare Sheridan. A seguito di questo, e soprattutto dopo che fu distribuito un trailer che, di fatto, rivelava il grosso delle sorprese contenute nel film, Sheridan, Rachel Weisz e Daniel Craig si sono rifiutati di promuovere la pellicola e farsi intervistare dalla stampa.